# Bimöhlen
Bimöhlen è un comune di 957 abitanti dello Schleswig-Holstein, in Germania.
Appartiene al circondario (Kreis) di Segeberg (targa SE) ed è parte della comunità amministrativa (Amt) di Bad Bramstedt-Land.